# Флинк, Лукас
Лукас Флинк (швед. Lucas Flink; 19 июня 2005, Мальмё, Швеция) — тромбонист из Швеции, участник конкурса Евровидение для молодых музыкантов 2022.

## Биография
Лукас Флинк вырос в Мальме, Швеция, и начал играть на тромбоне в возрасте шести лет. Хотя сейчас он сосредоточен на классической карьере, ему всегда нравилось экспериментировать с музыкой в самых разных жанрах, таких как джаз, фолк и другие. Когда ему было 16 лет, он переехал в Стокгольм, чтобы учиться в Музыкальной академии Лилла у Микаэля Оскарссона, главного тромбониста симфонического оркестра Шведского радио. С 2022 года Лукас Флинк получает степень бакалавра в Норвежской академии музыки у профессора Йонаса Байлунда.

## Достижения
Лукас Флинк получил первый приз на Polstjärneprise 2022 года, где в финале исполнил концерт для тромбона Анри Томази с Гетеборгским симфоническим оркестром.
В июле 2022 года он представлял Швецию на конкурсе молодых музыкантов «Евровидение» в Монпелье, Франция.
Помимо выступлений, Лукас Флинк аранжирует и сочиняет музыку как камерную, так и работает для более крупных ансамблей.